# Каткоски, Итан
И́тан Фрэнсис Катко́ски (англ. Ethan Cutkosky, род. 19 августа 1999 года, Сент-Чарльз, Иллинойс, США) — американский актёр, наиболее известный по роли Карла Галлагера в телесериале «Бесстыжие».

## Ранняя жизнь
Итан Фрэнсис Каткоски родился 19 августа 1999 года в Кэмптон-Хиллз, штат Иллинойс, в семье учительницы Ивонны Кабреры Каткоски, и инженера-программиста Дэвида Каткоски. Мать Каткоски имеет мексиканские корни. Каткоски посещал начальную школу Белла Грэма, расположенную в его родном Кэмптон-Хиллз, и среднюю школу Томпсона, расположенную в Сент-Чарльзе. Он также учился в Восточной средняя школа Сент-Чарльза.

## Карьера
В 4 года Итан начал фотографироваться для рекламы. В возрасте 7 лет он исполнил первую роль в фильме «Фред Клаус, брат Санты». Затем исполнял роли в нескольких полнометражных картинах, среди которых фильм ужасов «Нерождённый» режиссёра Дэвида Гойера. С 2011 года по 2021 год исполнял роль Карла Галлагера в телесериале «Бесстыжие».
В 2022 появился в телесериале Коннеры где исполнил роль 17-летнего племянника.

### Музыкальная и модельная карьера
Каткоски имеет собственный бренд Khaotic Collective с 2018 года.
16 июля 2021 года Итан Каткоски выпустил сингл «Erase Me».

## Личная жизнь
6 ноября 2017 года он был арестован за вождение в нетрезвом виде в Лос-Анджелесе. После признания вины, все обвинения были сняты.

## Фильмография
| Год       |     | Русское название                    | Оригинальное название             | Роль               |
| --------- | --- | ----------------------------------- | --------------------------------- | ------------------ |
| 2007      | ф   | Фред Клаус, брат Санты              | Fred Claus                        | Карл               |
| 2009      | ф   | Нерождённый                         | The Unborn                        | Барто              |
| 2010      | ф   | Приговор                            | Conviction                        | соседский мальчик  |
| 2011—2021 | с   | Бесстыжие                           | Shameless                         | Карл Галлагер      |
| 2013      | с   | Закон и порядок: Специальный корпус | Law & Order: Special Victims Unit | Генри Меснер       |
| 2020      | с   | Власть в ночном городе              | Power                             | Молодой Томми Иган |
| 2021      | ф   | Алекс/Октябрь                       | Alex/October                      | Джош               |
| 2022      | с   | Коннеры                             | The Conners                       | Калеб Голдуфски    |
| 2025      | ф   | Посещение мест                      | Going Places                      | Отис               |
| 2025      | ф   | Счастливчик Гилмор 2                | Happy Gilmore 2                   | Уэйн Гилмор        |
| 2025      | кор | Деньги решают все                   | Money Talks                       | Мани Мэн Моджо     |
|           | ф   | Гордость нашей семьи                | Our Family Pride                  | Тим                |

## Дискография
| Год  | Название   | Альбом                      |
| ---- | ---------- | --------------------------- |
| 2021 | "Erase Me" | Сингл, не входящий в альбом |